# 拉德兹蒙席广场

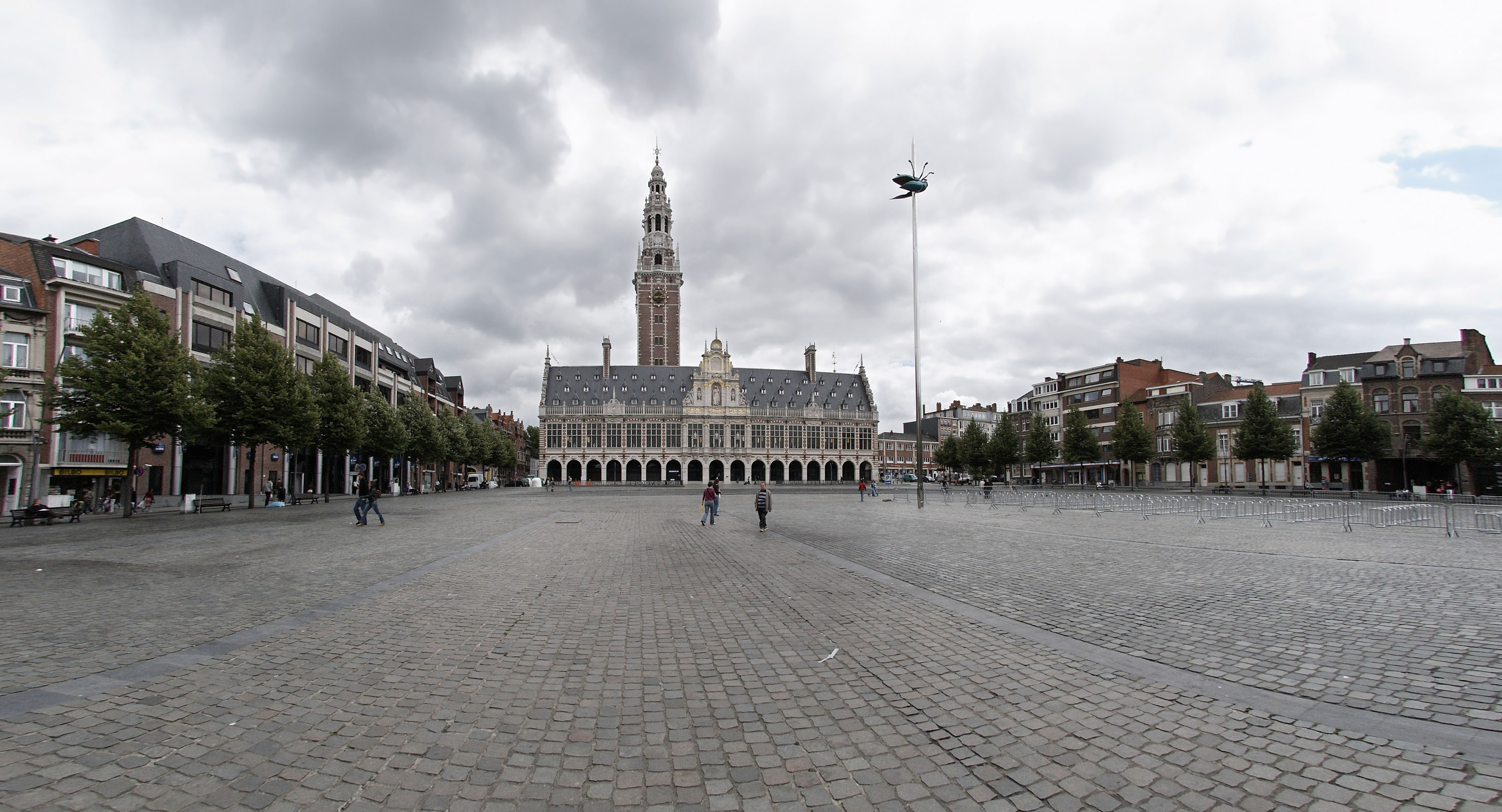
拉德兹蒙席广场

拉德兹蒙席广场（荷蘭語：Monseigneur Ladeuzeplein）是比利时鲁汶最大的广场，位于该市的中心。广场得名于鲁汶天主教大学前校长保兰·拉德兹蒙席。在鲁汶的留学生取谐音将该广场称为“拉肚子广场”。
当地人称此广场为“Jeirkarlisse”，得名于嘉勒会曾在此拥有一个会院，当时这里是一个小山。1783年会院被废弃，被鲁汶市购买，削平小山，1812年在广场上建起第一座房屋，当时此广场称为“拿破仑广场”（Place-Napoléon），后来更名为“人民广场”（Volksplaats），二战后改为现名。
广场上的主要建筑为宏伟的大学图书馆，新文艺复兴风格，建于1921年，是美国人送给鲁汶的礼物，建于17世纪的图书馆靠近鲁汶大广场，1914年被德国占领军烧毁。这项暴行引起美国人的同情，於1921-1929年在现址援建新圖書館。其鐘塔擁有鲁汶最大的鐘琴。1940年德国占领军再度摧毁大学图书馆。战后按原样重建。